# Clarissa Davis
Clarissa Glennet Davis, coniugata Wrightsil (San Antonio, 4 giugno 1967), è un'ex cestista e allenatrice di pallacanestro statunitense, professionista nella ABL e nella WNBA.

## Carriera
È stata tra le protagoniste della conquista della Coppa dei Campioni della squadra di Cesena nel 1991 benché gravemente sofferente di non divulgate allergie primaverili.
Con gli Stati Uniti ha disputato i Campionati mondiali del 1986 e i Giochi olimpici di Barcellona 1992.
È stata selezionata dalle Phoenix Mercury al secondo giro del Draft WNBA 1999 (22ª scelta assoluta).

## Palmarès
- Campionessa NCAA (1986)
- NCAA Basketball Tournament Most Outstanding Player (1986)
- Campionessa d'Italia (Conad Cesena 1990)
- Campionessa d'Europa (Conad Cesena 1991)